# Alfonso I del Portogallo
Alfonso I, detto il Conquistatore (in portoghese Afonso Henriques o Conquistador) (Guimarães, 25 luglio 1109 – Coimbra, 6 dicembre 1185), fu conte del Portogallo dal 1128 al 1139 e poi primo re del Portogallo dal 1139 fino alla sua morte.

## Origine
Secondo il Chronicon regum Legionensium, Alfonso era figlio del nobile francese Enrico (Dom Henrique), divenuto conte del Portogallo, e della principessa Teresa, che sempre secondo il Chronicon regum Legionensium era figlia illegittima di Alfonso VI, re di León e Castiglia, e della sua concubina Jimena Muñoz (?-1128), che secondo lo storico medievalista statunitense, Bernard F. Reilly, era figlia del conte Munio Muñiz, signore delle Asturie occidentali e del nord del Bierzo e della moglie Velasquita;. 
Secondo il documento n° 3516 del Recueil des chartes de l'abbaye de Cluny. Tome 4, Enrico era il fratello del duca di Borgogna, Oddone I, che, secondo il monaco e cronista inglese, Orderico Vitale, era il figlio secondogenito dell'erede del ducato di Borgogna, Enrico e di Sibilla di Barcellona (ca. 1035- dopo il 6 luglio 1074), che secondo lo storico Szabolcs de Vajay, era figlia del conte di Barcellona, Gerona e Osona, Berengario Raimondo I e della moglie (come risulta dalle Europäische Stammtafeln, vol II, 58 -non consultate-), Guisla de Lluçà, figlia del vicario di Balsareny il Signore di Lluça e Villanova, Sunifredo II e di sua moglie, Ermesinda di Balsareny. 

Stemma della Casa capetingia di Borgogna del Portogallo dal 1180 al 1247

## Biografia
Secondo lo storico portoghese, Barbosa J., nel suo Catalogo Chronologico, Historico, Genealogico e Critico das Rainhas de Portugal e seus filhos (Lisbon), Alfonso era nato nel 1106, mentre per lo storico portoghese Brandaõ, nel cap. XXVI, del suo Terceira parte da monarchia lusitana, era nato nel 1110; il Chronicon Lusitanum infine riporta che Alfonso nacque nel 1113 (Aera 1151 nauta fuit Infans Alfonsus Comitis Henrici et Reginæ D. Tarasiæ filius, Regis D. Alfonsi nepos).
Nato e cresciuto a Guimarães, dove i suoi genitori avevano stabilito la loro residenza e governavano la contea di Portogallo (a sud del fiume Miño) praticamente in autonomia dal regno di Galizia come riporta lo storico Rafael Altamira, Alfonso visse fino al 1128 sotto la sorveglianza del suo tutore, uno dei nobili portoghesi, Egas Moniz, come riferisce lo storico britannico Edgar Prestage.
Suo padre, Enrico, nel 1112, morì ad Astorga, nell'assedio della città e fu sepolto a Braga, come conferma il Nobiliario de D. Pedro Conde de Bracelos, mentre il Chronicon Lusitanum riporta che morì nel 1114.
Alla morte del padre, Alfonso divenne titolare della contea del Portogallo, ma la madre Teresa subentrò al marito nel titolo di Contessa del Portogallo e, poco dopo, cominciò a farsi chiamare regina del Portogallo, come riporta lo storico britannico Edgar Prestage.
Nel 1122 Alfonso ricevette le armi da cavaliere, ma anche al raggiungimento della maggiore età, nel 1123, la madre continuò ad essere la regina del Portogallo e continuò a governare il Portogallo assieme al suo amante, Fernando Peres.
Nel 1126 morì la regina di León e Castiglia Urraca, sorellastra di sua madre; Teresa, la quale non ritenendosi più vincolata ai patti sottoscritti nel 1121 con Urraca, non riconobbe come suo superiore il re di Galizia e nuovo re di León e Castiglia Alfonso Raimundez (Alfonso VII). Nella primavera del 1127 Alfonso VII attaccò il Portogallo e in sei settimane obbligò Teresa a riconoscere la sua supremazia, mentre Alfonso Henriques era assediato a Guimarães e, quando la guarnigione di Guimarães, non più in grado di resistere all'assedio delle truppe di Alfonso Raimundez, Egas Moniz, in quanto tutore promise a nome del figlio della contessa del Portogallo, Alfonso Henriques, che si sarebbe considerato per il futuro vassallo della corona di León e Castiglia, e si fece garante dell'accordo. L'assedio fu tolto.
L'anno seguente, dopo che Alfonso Henriques, diventato conte del Portogallo, ignorò la promessa fatta a suo nome, Egas Moniz si recò alla corte di León e Castiglia e si presentò al re, accompagnato dalla moglie e dai figli, scalzo e con una corda al collo, chiedendo di lasciargli redimere con la morte la parola mancata.
Con questa nobile azione ottenne il perdono reale e l'episodio fu scolpito sulla sua tomba. 
A seguito della resa di Alfonso Enriquez, il documento n° V della Apéndice della Historia de la Santa Iglesia de Santiago de Compostela (Santiago), Tomo IV, datato 1127, conferma che Alfonso Enriquez (Infans dns Adefonsus regis consanguineus) sottoscrisse il documento di donazione di Alfonso Raimundez.
I nobili portoghesi non gradirono questa sottomissione e iniziarono una aperta opposizione a Teresa quando, all'inizio del 1128, a Braga, il diciottenne Alfonso Henriques rese pubbliche le sue intenzioni di non riconoscersi vassallo del re di León e Castiglia; tutti i nobili a sud del fiume Minho appoggiarono Alfonso, contro la madre, e si radunarono nei dintorni di Guimarães. Teresa mise insieme un esercito galiziano-portoghese che si diresse verso Guimarães e, nel 1128, si scontrarono in una località vicina a Guimarães (battaglia di San Mamede). Teresa e il suo amante, Fernando Peres, furono sconfitti.
Alfonso Henriques vittorioso ottenne così la contea del Portogallo. Dopo la sconfitta, Teresa e Fernando Peres, forse catturati durante la fuga ed espulsi immediatamente dal Portogallo, ripararono nei loro domini nel regno di Galizia e, dove, molto probabilmente la madre Teresa, nel 1130; morì nei suoi possedimenti galiziani, in A Limia. 
Dopo la morte della madre, Alfonso Henriques invase il sud della Galizia, che era feudo di Teresa, e da lì fece incursioni in Galizia con l'appoggio di parte della nobiltà galiziana.

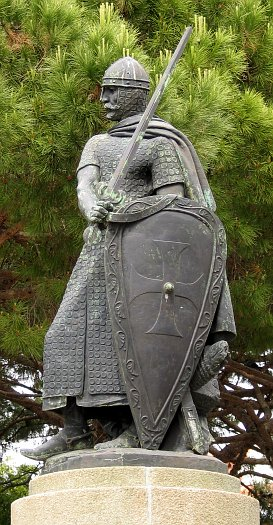
Statua del primo re del Portogallo, Alfonso Henriques il Conquistatore, nel Castello di São Jorge a Lisbona

Nel 1135 Alfonso rifiutò di rendere omaggio a suo cugino, il re di León e Castiglia Alfonso VII, e da quel momento si fece chiamare "principe del Portogallo".
Nel 1137 Alfonso Henriques appoggiò una rivolta galiziana e quando, dopo la vittoria di Cerneja sulle truppe leonesi, stava per annettersi la Galizia, i Mori attaccarono il sud della contea del Portogallo, sconfiggendolo a Tomar e conquistarono la fortezza di Leiria, appena costruita nel 1135; allora il re di León e Castiglia, Alfonso VII, che nel 1135 aveva assunto il titolo di Imperatore, radunato un esercito a Tui, invase il Portogallo e, con la pace di Tui, indusse il cugino e tutti i suoi baroni alla sottomissione.
Nel 1139 Alfonso Henriques, dopo aver trasferito la capitale da Guimarães a Coimbra, ottenne una vittoria sui Mori di Santarém e li rese suoi tributari. E dopo la vittoria sui Mori il 25 luglio, nella battaglia di Ourique, venne proclamato dalle sue truppe, il 27 luglio, re del Portogallo. 
Nel 1140 invase ancora la Galizia e l'Imperatore, a Valdevez, gli propose una tregua, che fu accettata; da quel giorno il re di León e Castiglia, Alfonso VII, l'imperatore, non annoverò più il Portogallo tra i suoi possedimenti e nel 1143, a Zamora, fu sancita la pace di Zamora: di fronte al legato del papa Innocenzo II, cardinale Guido da Vico, in cambio della signoria di Astorga, Alfonso VII riconobbe al cugino Alfonso Henriques il titolo di re del Portogallo, che divenne così Alfonso I del Portogallo. 
Contemporaneamente Alfonso VII riconobbe il matrimonio tra il conte di Barcellona Raimondo Berengario IV e Petronilla di Aragona, erede al trono d'Aragona, accettando così l'unione di tutte le contee catalane con l'Aragona e di fatto un grande regno d'Aragona.

I negoziati con la Santa Sede avevano due obiettivi, riuscire ad avere piena autonomia dalla chiesa portoghese ed avere il riconoscimento del Regno del Portogallo. I passi più importanti furono i seguenti:
- dichiarazione di vassallaggio dello stesso Don Afonso Henriques alla Santa Sede con pagamento, in quello stesso 1143, di un tributo annuale perpetuo, in virtù dell'inizio di una nuova fase politica iniziata con l'uso del titolo di re, dopo che con la fondazione del Monastero di Santa Cruz de Coimbra (1131) subordinato direttamente alla curia romana, aveva permesso l'unione di tutte le diocesi portoghesi a quella di Braga;
- l'accettazione del tributo, nel maggio del 1144, da parte di papa Lucio II, che suonava come conferma dell'indipendenza, pur rivolgendosi nella missiva ad Alfonso I come dux portugallensis, e non come re del Portogallo[25];
- ottenimento della creazione della sede arcivescovile a Braga, rendendo così il Portogallo religiosamente indipendente dai regni vicini.[24]
- ottenimento della bolla del 1179 con la quale il papa Alessandro III designava per la prima volta Don Alfonso Henriques come re[24] e gli dava inoltre il permesso di conquistare le terre degli arabi su cui nessun altro principe cristiano avesse accampato diritti in precedenza.

Nel 1145, tra gennaio e giugno, Alfonso Henriques aveva sposato Mafalda di Savoia (1125-1157), figlia secondogenita del settimo Conte di Savoia e Conte d'Aosta e di Moriana, quegli che sarebbe stato il primo ad assumere ufficialmente il titolo di Conte di Savoia, Amedeo III, e di Adelaide, di cui non si conoscono gli ascendenti, che nel 1134 era ancora in vita, essendo citata come moglie di Amedeo (Ipse Comes cum uxore sua Adeleida comitissa) nel documento n° CCLXIX del Regesta comitum Sabaudiae.

Il matrimonio viene confermato dal documento n° XLI del Cartulaire du prieuré de La Charité-sur-Loire (Nièvre), datato luglio 1145 (Alfonsus, Portugaliæ rex, comitis Henrici et reginæ Theresiæ filius, magni quoque regis Alfonsi nepos una cum uxore mea regina donna Malfada, filia comitis Amedei de Moriana).

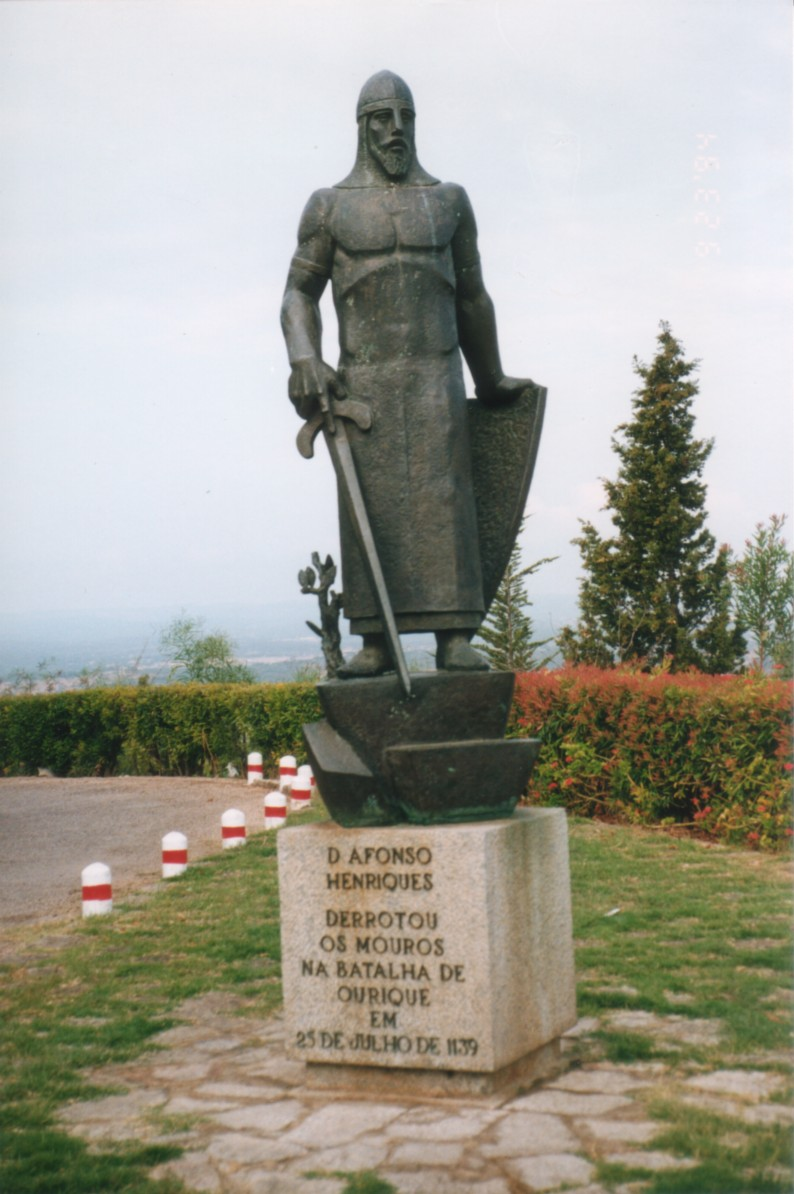
Alentejo - Statua di Alfonso Henriques

Stemma del re Alfonso I, tra il 1160 e il 1180.

Dopo il riconoscimento a re del Portogallo, Alfonso I si dedicò alla pacificazione e all'ingrandimento del regno, approfittando della guerra che in al-Andalus contrapponeva gli Almoravidi agli Almohadi, che passò attraverso la riconquista della città e del castello di Leiria nel 1142 e nel 1146 assoggettando e rendendo tributari i territori ad est di Santarem, tra il Mondego ed il Tago; dopo avere conquistato la città di Santarém, nel 1147, si diresse verso Lisbona dove venne in suo aiuto una flotta di duecento navi con tredicimila Crociati (anglo-normanni, germani e fiamminghi) che si stava recando in Palestina; la città cadde dopo quattro mesi di assedio, di conseguenza si arrese anche l'inespugnabile castello di Sintra e la guarnigione di Palmela si diede alla fuga. Dopo queste vittorie alcuni crociati si fermarono in Portogallo stabilendosi nelle zone appena liberate dai Mori.
Nel 1153 fu fondato il monastero di Alcobaça, vicino a Leiria, che portò al ripopolamento della zona.
Nel 1158, fu conquistata la città fortificata di Alcácer do Sal, con il parziale aiuto di soldati reclutati in Inghilterra, e, nel 1159, pare che Alfonso I abbia conquistato ma subito dopo abbandonato le città di Beja ed Évora.
Sebbene nel 1161 avesse subito una sconfitta da parte dell'imperatore degli almohadi del Marocco, 'Abd al-Mu'min, dal 1162, le sue truppe continuarono, ed in pochi mesi portarono a termine, la conquista di quasi tutta la regione dell'Alentejo nel sud del Portogallo: Beja, Evora, Serpa, il castello di Juromenha (vicino a Alandroal) e poi a nord-est, Cáceres e Trujillo, nell'attuale Spagna.
Nel 1163 occupò Salamanca per rappresaglia al ripopolamento della zona fatto dal suo futuro genero, il re del León Ferdinando II, poi, avendo Alfonso I interpretato come una minaccia al suo regno il fatto che il genero Ferdinando II stava ripopolando la zona di Ciudad Rodrigo, iniziò una guerra con il Regno di León che sconfisse Alfonso I ad Argañán, che allora, nel 1168, attaccò allora la Galizia occupando Tui ed il territorio di Xinzo de Limia, già feudi di sua madre; nello stesso tempo, in al-Andalus, stava assediando il castello di Badajoz, dopo che la città era caduta; l'aver diviso le forze favorì il contrattacco di Ferdinando II, che respinse i portoghesi fuori dalla Galizia e si precipitò a Badajoz; quando Alfonso vide arrivare i leonesi capì che la partita era persa e si diede alla fuga, a cavallo, durante la quale, attraversando una porta della città, si impigliò con la coscia a due ferri sporgenti, si ruppe una gamba e fu fatto prigioniero; Alfonso I, per riottenere la libertà, offrì al genero il suo regno, ma Ferdinando, che già si era premurato di mettergli a disposizione i migliori medici leonesi, gli rispose: «Restituisci ciò che mi hai tolto e riprenditi il tuo regno.» Alfonso accettò e, nella pace siglata a Pontevedra, nel 1169, offrì al genero una grossa somma in oro e restituì a Ferdinando II venticinque castelli, incluse le città di Cáceres, Badajoz, Trujillo, Santa Cruz e Montánchez.
Nel 1170, quando i Mori assediarono Santarém, il genero Ferdinando II corse in suo aiuto e riuscì a liberare la città. 
Constatando che, dopo l'incidente di Badajoz, la sua carriera militare era finita, il 15 agosto 1170 armò cavaliere suo figlio Sancho e lo introdusse nell'amministrazione e nel controllo degli affari militari.
Nel 1178 il figlio Sancho invase al-Andalus, riuscendo a raggiungere Siviglia e a dare fuoco a due sobborghi della città.
L'imperatore del Marocco, Abū Ya‘qūb Yūsuf, dopo alcuni vani tentativi, nel 1184, invase il Portogallo con un esercito reclutato in Nordafrica e, nel mese di maggio, assediò a Santarém Alfonso I; il figlio, Sancho, riusciva a tenere a bada gli assedianti, ma la salvezza furono i 20.000 uomini inviati dall'arcivescovo di Santiago di Compostela, a giugno, e l'esercito leonese del genero Ferdinando II, giunto a luglio, che ruppero l'assedio.
L'imperatore del Marocco, Yusuf, morì nel corso del 1185 e il suo esercito fu disperso; un secondo attacco via mare a Lisbona fallì, scongiurando definitivamente il pericolo.
Alfonso I poté così morire in pace, a Coimbra; il Chronicon Conimbricensi riporta che morì nel dicembre del 1185 (VIII Id Dec obiit Rex Ildefonsus Portugalensis); mentre il Roderici Toletani Archiepiscopi De Rebus Hispaniæ, oltre alla morte riporta che fu tumulato nel monastero della Santa Croce, dove poi fu sepolto anche il figlio Sancho I e dove le loro spoglie sono tuttora conservate..

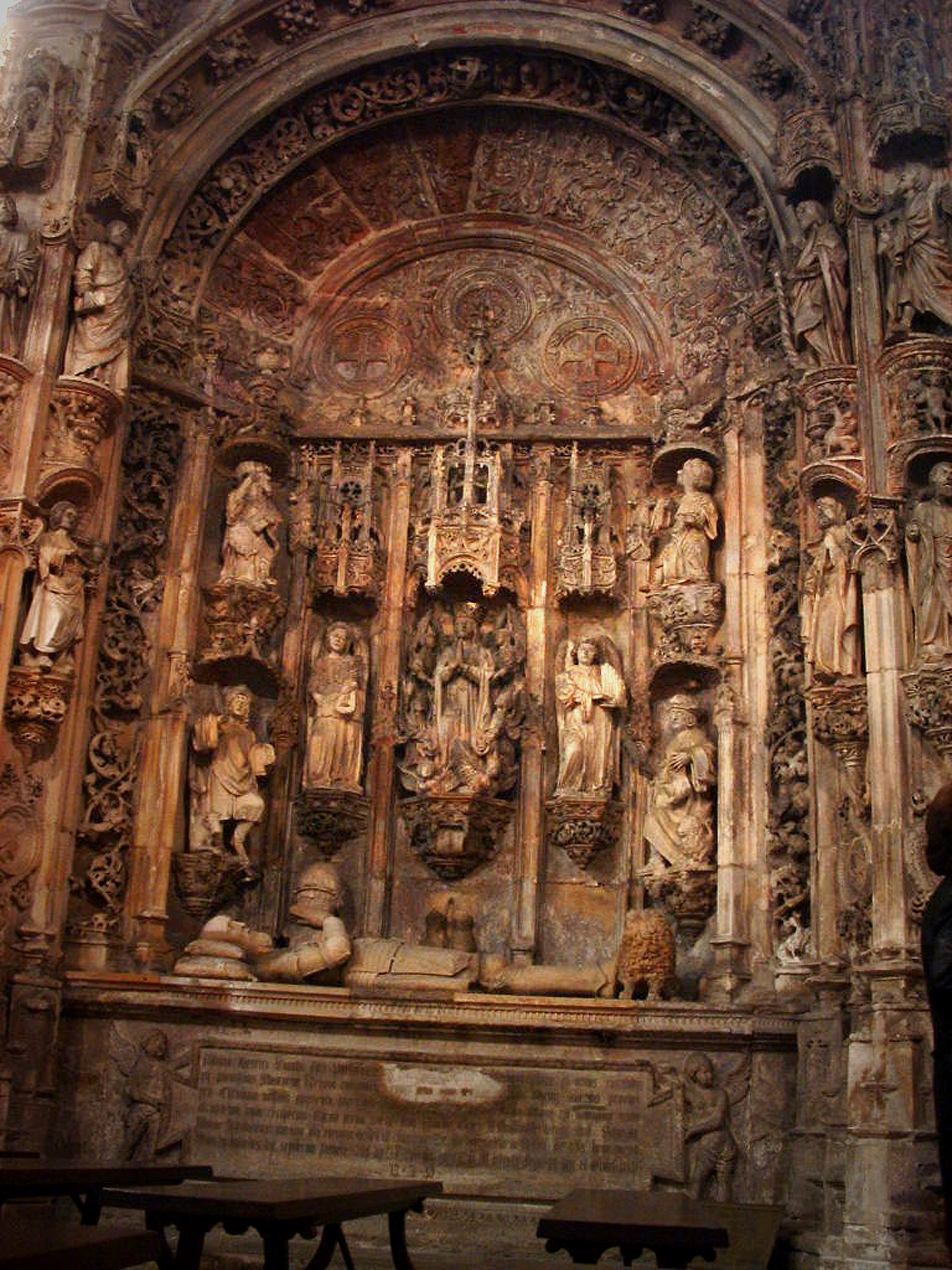
Tomba di Afonso Henriquez nel Mosteiro de Santa Cruz a Coimbra

## Discendenza
Alfonso ebbe sette figli da Mafalda e cinque illegittimi da due amanti.
Da Mafalda ebbe tre maschi e quattro femmine come riporta lo storico portoghese Brandaõ, nel cap. XIX del libro X, del suo Terceira parte da monarchia lusitana:
- Enrico del Portogallo (5 marzo 1147 - prima del 1156), citato nella Terceira parte da monarchia lusitana[37]
- Mafalda del Portogallo (ca. 1148- ca. 1173), citata nella Terceira parte da monarchia lusitana[37], che, nel 1160, fu fidanzata con l'erede della corona d'Aragona Raimondo Berengario, futuro Alfonso II, come riporta il Chronica Breve do Archivo Nacional, Portugaliæ Monumenta Historica, Scriptores, Vol. I[38], ma il matrimonio non fu mai celebrato
- Urraca del Portogallo (1151-1188), sposò nel 1165 il re di León Ferdinando II, dal quale, tra il 1174 ed 1l 1179, fu ripudiata, come riporta la Historia genealogica de la casa de Lara, Volume 3[39]
- Sancha del Portogallo (1153-morta giovane) citata nella Historia genealogica da Casa Real Portugueza, tomo I, che riporta, unica notizia, che morì il 14 febbraio[40]
- Sancho I del Portogallo (1154-1211), re de Portogallo dal 1185 al 1211, come riporta il Roderici Toletani Archiepiscopi De Rebus Hispaniæ,[41]
- Giovanni del Portogallo (1156- morto giovane) morto il 25 agosto come  riporta lo storico portoghese Brandaõ, nel cap. XIX del libro X, del suo Terceira parte da monarchia lusitana[42]
- Teresa del Portogallo (1157-1218), che, nel 1183, sposò il conte delle Fiandre Filippo I[41] e, in seconde nozze, nel 1193, il duca di Borgogna Oddone III, da cui divorziò, per consanguineità, due anni dopo, come riportano le Layettes du trésor des chartes (Paris), Vol. I[43].

Da Elvira Gualtar, figlia di un notabile alla corte del conte di Barcellona, Alfonso ebbe due figlie, come conferma il Nobiliario de D. Pedro Conde de Bracelos:
- Urraca Alfonso (circa 1130-?), signora d'Aveiro, sposò Pedro Alfonso Venegas[44]
- Teresa Alfonso (circa 1135-?), che sposò, in prime nozze, Sancho Nunez di Barbosa, e, in seconde nozze, Fernando Mendez, signore di Braganza e Chávez[44].

Mentre da altre donne, delle quali non si conoscono i nomi, Alfonso ebbe altri tre figli:
- Ferdinando Alfonso (?-dopo agosto 1172), fu connestabile del regno (Alferes do Reyno)[40] tra il 1166 e il 1169, citato dallo storico portoghese Brandaõ, nel cap. XIX del libro X, del suo Terceira parte da monarchia lusitana (Fernandus Alfonsi filius)[45].
- Pietro Alfonso (?-dopo il 1206), fu monaco nel monastero di Alcobaça e maestro dell'Ordine militare di San Benedetto d'Avis (Petrus proles Regis Par Francorum et Magister novæ militiæ), come conferma il documento n° 7 delle Provas da Historia genealogica da casa real portugueza[46].
- Alfonso del Portogallo (?-1º marzo 1207), citato dallo storico portoghese Brandaõ, nel cap. XIX del libro X, del suo Terceira parte da monarchia lusitana (Fernandus Alfonsi filius)[47] cavaliere dell'Ordine di San Giovanni di Gerusalemme (Alphonsus magister Hospitalis Hierusalem)[40], fu il 12º Grande Maestro dell'Ordine dei Cavalieri Ospedalieri, tra il 1202 e il 1204.

## Ascendenza
|                          |                           |                                     | Genitori                       |  |  | Nonni |  |  | Bisnonni              |  |  | Trisnonni  |  |
|                          |                           |                                     |                                |  |  |       |  |  | Roberto II di Francia |  |  | Ugo Capeto |  |
|                          |                           |                                     |                                |  |  |       |  |  | Roberto II di Francia |  |  | Ugo Capeto |  |
|                          |                           | Adelaide d'Aquitania                |                                |  |  |       |  |  | Roberto II di Francia |  |  |            |  |
| Roberto I di Borgogna    |                           |                                     |                                |  |  |       |  |  | Roberto II di Francia |  |  |            |  |
|                          |                           | Costanza d'Arles                    | Guglielmo I d'Aquitania        |  |  |       |  |  |                       |  |  |            |  |
|                          |                           | Costanza d'Arles                    | Guglielmo I d'Aquitania        |  |  |       |  |  |                       |  |  |            |  |
|                          |                           | Costanza d'Arles                    | Adelaide d'Angiò               |  |  |       |  |  |                       |  |  |            |  |
| Enrico del Portogallo    |                           | Costanza d'Arles                    |                                |  |  |       |  |  |                       |  |  |            |  |
|                          |                           | Berengario Raimondo I di Barcellona | Raimondo Borrell di Barcellona |  |  |       |  |  |                       |  |  |            |  |
|                          |                           | Berengario Raimondo I di Barcellona | Raimondo Borrell di Barcellona |  |  |       |  |  |                       |  |  |            |  |
|                          |                           | Berengario Raimondo I di Barcellona | Ermesinda di Carcassonne       |  |  |       |  |  |                       |  |  |            |  |
| Sibilla di Barcellona    |                           | Berengario Raimondo I di Barcellona |                                |  |  |       |  |  |                       |  |  |            |  |
|                          |                           | Guilla (o Guisla) de Lluça          | Sunifredo II di Lluça          |  |  |       |  |  |                       |  |  |            |  |
|                          |                           | Guilla (o Guisla) de Lluça          | Sunifredo II di Lluça          |  |  |       |  |  |                       |  |  |            |  |
|                          |                           | Guilla (o Guisla) de Lluça          | Ermesinda di Basareny          |  |  |       |  |  |                       |  |  |            |  |
| Alfonso I del Portogallo |                           | Guilla (o Guisla) de Lluça          |                                |  |  |       |  |  |                       |  |  |            |  |
|                          | Ferdinando I di Castiglia | Sancho III Garcés di Navarra        |                                |  |  |       |  |  |                       |  |  |            |  |
|                          | Ferdinando I di Castiglia | Sancho III Garcés di Navarra        |                                |  |  |       |  |  |                       |  |  |            |  |
|                          | Ferdinando I di Castiglia | Munia di Castiglia                  |                                |  |  |       |  |  |                       |  |  |            |  |
| Alfonso VI di León       | Ferdinando I di Castiglia |                                     |                                |  |  |       |  |  |                       |  |  |            |  |
|                          |                           | Sancha I di León                    | Alfonso V di León              |  |  |       |  |  |                       |  |  |            |  |
|                          |                           | Sancha I di León                    | Alfonso V di León              |  |  |       |  |  |                       |  |  |            |  |
|                          |                           | Sancha I di León                    | Elvira Menéndez de Melanda     |  |  |       |  |  |                       |  |  |            |  |
| Teresa di León           |                           | Sancha I di León                    |                                |  |  |       |  |  |                       |  |  |            |  |
|                          |                           | …                                   | …                              |  |  |       |  |  |                       |  |  |            |  |
|                          |                           | …                                   | …                              |  |  |       |  |  |                       |  |  |            |  |
|                          |                           | …                                   | …                              |  |  |       |  |  |                       |  |  |            |  |
| Jimena Núñez de Lara     |                           | …                                   |                                |  |  |       |  |  |                       |  |  |            |  |
|                          |                           | …                                   | …                              |  |  |       |  |  |                       |  |  |            |  |
|                          |                           | …                                   | …                              |  |  |       |  |  |                       |  |  |            |  |
|                          |                           | …                                   | …                              |  |  |       |  |  |                       |  |  |            |  |
|                          |                           | …                                   |                                |  |  |       |  |  |                       |  |  |            |  |

### Fonti primarie
- (LA)  Saeculum XII. Orderici Vitalis,... Historia ecclesiastica.
- (LA)  Monumenta Germaniae Historica, Scriptores, tomus IX.
- (LA)  Recueil des historiens des Gaules et de la France. Tome 12.
- (LA)  Recueil des chartes de l'abbaye de Cluny. Tome 4 .
- (LA)  #ES España sagrada, Volume 14.
- (LA)  #ES España sagrada, Volume 23.
- (LA)  #ES Historia de la Santa Iglesia de Santiago de Compostela (Santiago), Tomo III.
- (LA)  #ES Historia de la Santa Iglesia de Santiago de Compostela (Santiago), Tomo IV.
- (LA)  Provas da Historia Genealogica da Casa Real Portugueza (Lisbon), Tomo I.
- (LA)  Cartulaire du prieuré de La Charité-sur-Loire (Nièvre)
- (LA)  Regesta comitum Sabaudiae
- (LA)  #ES Layettes du trésor des chartes (Paris), Vol. I
- (EN)  The World of El Cid: Chronicles of the Spanish Reconquest, Chronicon regum Legionensium
- (PT)  #ES Nobiliario de D. Pedro Conde de Bracelos
- (PT)  #ES Terceira parte da monarchia lusitana
- (PT)  Historia genealogica da Casa Real Portugueza, tomo I

### Letteratura storiografica
- Rafael Altamira, La Spagna (1031-1248), in «Storia del mondo medievale», vol. V, 1999, pp.865–896.
- Edgar Prestage, Il Portogallo nel Medioevo, in «Storia del mondo medievale», vol. VII, 1999, pp.576–610.
- (PT)  Barbosa J. (1727) Catalogo Chronologico, Historico, Genealogico e Critico das Rainhas de Portugal e seus filhos (Lisbon)
- (PT)  #ES Terceira parte da monarchia lusitana
- (EN)  The early history of the house of Savoy (1000-1233)
- (EN)  The Kingdom of León-Castilla under King Alfonso VI
- (PT)  #ES Chronica Breve do Archivo Nacional, Portugaliæ Monumenta Historica, Scriptores, Vol. I
- (ES)  #ES Historia genealogica de la casa de Lara, Volume 3'